# Liste der Mitglieder des Landtages Rheinland-Pfalz (10. Wahlperiode)
Liste der Mitglieder des Rheinland-Pfälzischen Landtages (10. Wahlperiode)
Der Rheinland-Pfälzische Landtag bestand in der 10. Wahlperiode von 1983 bis 1987 aus 100 Mitgliedern.

## Zusammensetzung
Bei der Landtagswahl am 6. März 1983 gab es folgendes Ergebnis:
| Partei | Prozent | Sitze |
| ------ | ------- | ----- |
| CDU    | 51,9    | 57    |
| SPD    | 39,6    | 43    |

## Präsidium
- Präsidenten: Albrecht Martin (CDU) 1983–1985, Heinz Peter Volkert (CDU) 1985–1987
- Vizepräsidenten: Hans Schweitzer (SPD), Gisela Büttner (CDU)

Die Zahl der Vizepräsidenten wurde von drei auf zwei gesenkt.

## Abgeordnete
| Name                       | Lebensdaten | Partei | Wahlkreis   | Kommentar                                                                        |
| -------------------------- | ----------- | ------ | ----------- | -------------------------------------------------------------------------------- |
| Otto Bardong               | 1935–2003   | CDU    | Wahlkreis 3 | ausgeschieden am 31. Juli 1984                                                   |
| Franz Peter Basten         | 1944        | CDU    | Wahlkreis 2 | ausgeschieden am 17. Juni 1985                                                   |
| Marianne Baun              | 1948        | CDU    | Wahlkreis 4 |                                                                                  |
| Kurt Beck                  | 1949        | SPD    | Wahlkreis 4 |                                                                                  |
| Elvira Bickel              | 1930–2025   | CDU    | Wahlkreis 3 | eingetreten am 7. August 1984 für Otto Bardong                                   |
| Franz Josef Bischel        | 1938–2021   | CDU    | Wahlkreis 3 |                                                                                  |
| Peter Bleser               | 1952        | CDU    | Wahlkreis 2 | eingetreten am 23. März 1987 für Peter Rauen                                     |
| Kurt Böckmann              | 1929–2008   | CDU    | Wahlkreis 3 |                                                                                  |
| Detlef Bojak               | 1935        | SPD    | Wahlkreis 4 |                                                                                  |
| Hugo Brandt                | 1930–1989   | SPD    | Wahlkreis 3 | ausgeschieden am 30. September 1985                                              |
| Ernst-Günter Brinkmann     | 1943        | SPD    | Wahlkreis 3 | eingetreten am 9. Februar 1987 für Florian Gerster                               |
| Gisela Büttner             | 1927–2015   | CDU    | Wahlkreis 4 |                                                                                  |
| Hans-Dieter Busch          | 1938–2009   | CDU    | Wahlkreis 3 |                                                                                  |
| Hans Dahmen                | 1929–1989   | CDU    | Wahlkreis 1 | ausgeschieden am 31. Mai 1986                                                    |
| Alois Dauenhauer           | 1929–2022   | CDU    | Wahlkreis 4 |                                                                                  |
| Jürgen Debus               | 1939        | SPD    | Wahlkreis 2 | eingetreten am 23. Februar 1987 für Karl Diller                                  |
| Anton Diehl                | 1928–2008   | SPD    | Wahlkreis 3 |                                                                                  |
| Heinz-Georg Diehl          | 1935–2019   | CDU    | Wahlkreis 3 |                                                                                  |
| Karl Diller                | 1941        | SPD    | Wahlkreis 2 | ausgeschieden am 18. Februar 1987                                                |
| Helga Düchting             | 1937        | SPD    | Wahlkreis 3 |                                                                                  |
| Ludwig Eich                | 1942        | SPD    | Wahlkreis 1 |                                                                                  |
| Helmut Fink                | 1928–1990   | SPD    | Wahlkreis 1 |                                                                                  |
| Rudolf Franzmann           | 1946        | SPD    | Wahlkreis 4 | eingetreten am 7. August 1984 für Willi Rothley                                  |
| Rudi Geil                  | 1937–2006   | CDU    | Wahlkreis 1 |                                                                                  |
| Karl August Geimer         | 1943        | CDU    | Wahlkreis 4 |                                                                                  |
| Florian Gerster            | 1949        | SPD    | Wahlkreis 3 | ausgeschieden am 5. Februar 1987                                                 |
| Georg Gölter               | 1938–2025   | CDU    | Wahlkreis 3 |                                                                                  |
| Rose Götte                 | 1938        | SPD    | Wahlkreis 4 | ausgeschieden am 6. Februar 1987                                                 |
| Irene Goß                  | 1928–2015   | SPD    | Wahlkreis 1 |                                                                                  |
| Christoph Grimm            | 1943        | SPD    | Wahlkreis 2 |                                                                                  |
| Roland Härtel              | 1944        | SPD    | Wahlkreis 3 |                                                                                  |
| Franz-Josef Hamacher       | 1935–1996   | CDU    | Wahlkreis 1 | eingetreten am 2. Juni 1986 für Hans Dahmen                                      |
| Josef Happ                 | 1938–2021   | CDU    | Wahlkreis 1 |                                                                                  |
| Gernot Heck                | 1940–2021   | CDU    | Wahlkreis 3 |                                                                                  |
| Hans Helzer                | 1927–2020   | SPD    | Wahlkreis 1 |                                                                                  |
| Jürgen Henze               | 1937        | SPD    | Wahlkreis 2 |                                                                                  |
| Clemens Henzler            | 1945–2022   | CDU    | Wahlkreis 1 | eingetreten am 27. Februar 1987 für Joachim Hörster                              |
| Dieter Hörner              | 1941–2014   | CDU    | Wahlkreis 4 |                                                                                  |
| Joachim Hörster            | 1945–2020   | CDU    | Wahlkreis 1 | ausgeschieden am 19. Februar 1987                                                |
| Heinrich Holkenbrink       | 1920–1998   | CDU    | Wahlkreis 2 |                                                                                  |
| Karl Hoppe                 | 1934–2002   | CDU    | Wahlkreis 1 | ausgeschieden am 31. Dezember 1986                                               |
| Helmut Hüther              | 1926–1991   | SPD    | Wahlkreis 3 |                                                                                  |
| Gerd Itzek                 | 1947        | SPD    | Wahlkreis 3 | eingetreten für Manfred Reimann, der das Mandat nicht annahm                     |
| Elisabeth Jost             | 1934–2018   | SPD    | Wahlkreis 2 |                                                                                  |
| Emil Wolfgang Keller       | 1932–2017   | CDU    | Wahlkreis 4 |                                                                                  |
| Werner Klein               | 1928–1985   | SPD    | Wahlkreis 1 | † 12. April 1985                                                                 |
| Gerhard Kneib              | 1941        | CDU    | Wahlkreis 3 |                                                                                  |
| Fritz Rudolf Körper        | 1954        | SPD    | Wahlkreis 2 |                                                                                  |
| Marliese Köster            | 1944        | CDU    | Wahlkreis 3 | eingetreten am 5. September 1984 für Elisabeth Rickal                            |
| Hans-Josef Koggel          | 1937        | CDU    | Wahlkreis 1 |                                                                                  |
| Gabriele Kokott-Weidenfeld | 1948        | CDU    | Wahlkreis 1 |                                                                                  |
| Manfred Kramer             | 1939–2025   | CDU    | Wahlkreis 4 |                                                                                  |
| Jürgen Kroh                | 1944        | CDU    | Wahlkreis 4 |                                                                                  |
| Helga von Kügelgen         | 1929–2013   | CDU    | Wahlkreis 2 |                                                                                  |
| Michael Kutscheid          | 1923–2009   | CDU    | Wahlkreis 2 |                                                                                  |
| Klaus-Jürgen Lais          | 1944        | SPD    | Wahlkreis 4 |                                                                                  |
| Paul Lamboy                | 1927–2000   | CDU    | Wahlkreis 1 |                                                                                  |
| Paul Landsmann             | 1928–2002   | CDU    | Wahlkreis 2 |                                                                                  |
| Werner Langen              | 1949        | CDU    | Wahlkreis 2 |                                                                                  |
| Ernst Lautenbach           | 1935–1993   | CDU    | Wahlkreis 2 |                                                                                  |
| Walter Mallmann            | 1940        | CDU    | Wahlkreis 2 | ausgeschieden am 31. Dezember 1986                                               |
| Albrecht Martin            | 1927–2014   | CDU    | Wahlkreis 2 |                                                                                  |
| Joachim Mertes             | 1949–2017   | SPD    | Wahlkreis 2 |                                                                                  |
| Otto Meyer                 | 1921–2013   | CDU    | Wahlkreis 1 | ausgeschieden am 31. Mai 1985                                                    |
| Carlheinz Moesta           | 1928–2024   | SPD    | Wahlkreis 1 |                                                                                  |
| Lambert Mohr               | 1930–2009   | CDU    | Wahlkreis 1 |                                                                                  |
| Karl Walter Müller         | 1931–2016   | SPD    | Wahlkreis 4 |                                                                                  |
| Dieter Muscheid            | 1943–2015   | SPD    | Wahlkreis 1 |                                                                                  |
| Clemens Nagel              | 1945        | SPD    | Wahlkreis 4 |                                                                                  |
| Heinz Neuhaus              | 1945–1992   | CDU    | Wahlkreis 1 | eingetreten am 1. Juni 1986 für Paul Wingendorf                                  |
| Kurt Neumann               | 1927–2018   | SPD    | Wahlkreis 3 |                                                                                  |
| Willi Nickenig             | 1944        | CDU    | Wahlkreis 2 | eingetreten am 1. Januar 1987 für Walter Mallmann                                |
| Fritz Petsch               | 1927–2021   | SPD    | Wahlkreis 1 | eingetreten am 23. Februar 1987 für Manfred Scherrer                             |
| Eckhart Pick               | 1941        | SPD    | Wahlkreis 3 | eingetreten am 1. Oktober 1985 für Hugo Brandt ausgeschieden am 17. Februar 1987 |
| Fritz Preuss               | 1935        | SPD    | Wahlkreis 4 |                                                                                  |
| Peter Rauen                | 1945        | CDU    | Wahlkreis 2 | ausgeschieden am 19. Februar 1987                                                |
| Udo Reichenbecher          | 1943        | SPD    | Wahlkreis 2 |                                                                                  |
| Michael Reitzel            | 1943–2023   | SPD    | Wahlkreis 3 |                                                                                  |
| Herbert Richard            | 1946        | CDU    | Wahlkreis 1 | eingetreten am 9. Januar 1987 für Karl Hoppe                                     |
| Elisabeth Rickal           | 1934–2025   | CDU    | Wahlkreis 3 | ausgeschieden am 31. August 1984                                                 |
| Kurt Rocker                | 1928–2020   | CDU    | Wahlkreis 4 |                                                                                  |
| Willi Rothley              | 1943        | SPD    | Wahlkreis 4 | ausgeschieden am 31. Juli 1984                                                   |
| Jeanette Rott              | 1945        | SPD    | Wahlkreis 3 | eingetreten am 2. März 1987 für Eckhart Pick                                     |
| Erwin Rüddel               | 1955–2025   | CDU    | Wahlkreis 1 | eingetreten am 15. Januar 1987 für Theo Zwanziger                                |
| Franz Schaaf               | 1919–1991   | CDU    | Wahlkreis 1 | ausgeschieden am 31. Dezember 1985                                               |
| Fritz Schalk               | 1925–1996   | SPD    | Wahlkreis 3 |                                                                                  |
| Rudolf Scharping           | 1947        | SPD    | Wahlkreis 1 |                                                                                  |
| Manfred Scherrer           | 1940        | SPD    | Wahlkreis 1 | ausgeschieden am 17. Februar 1987                                                |
| Hans-Dieter Scherthan      | 1943–2018   | CDU    | Wahlkreis 4 |                                                                                  |
| Ulrich Schmalz             | 1939        | CDU    | Wahlkreis 1 |                                                                                  |
| Gerhard Schmidt            | 1940–2023   | SPD    | Wahlkreis 4 | eingetreten am 9. Februar 1987 für Rose Götte                                    |
| Willi Schmidt              | 1934        | SPD    | Wahlkreis 4 |                                                                                  |
| Dieter Schmitt             | 1944        | CDU    | Wahlkreis 2 | eingetreten am 24. Juni 1985 für Franz Peter Basten                              |
| Helma Schmitt              | 1931        | CDU    | Wahlkreis 4 |                                                                                  |
| Georg Adolf Schnarr        | 1936–2010   | CDU    | Wahlkreis 4 |                                                                                  |
| Ingrid Schneider           | 1946–2013   | SPD    | Wahlkreis 4 |                                                                                  |
| Leo Schönberg              | 1928–2015   | CDU    | Wahlkreis 1 |                                                                                  |
| Peter Schuler              | 1942        | CDU    | Wahlkreis 3 |                                                                                  |
| Günther Schwamm            | 1935–2015   | SPD    | Wahlkreis 4 |                                                                                  |
| Hans Schweitzer            | 1920–1988   | SPD    | Wahlkreis 1 |                                                                                  |
| Wilhelm Josef Sebastian    | 1944        | CDU    | Wahlkreis 1 | eingetreten am 1. Januar 1986 für Franz Schaaf                                   |
| Hans Seichter              | 1923–2005   | SPD    | Wahlkreis 1 | eingetreten am 26. April 1985 für Werner Klein                                   |
| Heinz Sondermann           | 1928–2019   | SPD    | Wahlkreis 1 |                                                                                  |
| Gerhard Steffens           | 1927–1998   | CDU    | Wahlkreis 1 |                                                                                  |
| Heinrich Studentkowski     | 1938–2000   | SPD    | Wahlkreis 2 |                                                                                  |
| Hans Tölkes                | 1935–2025   | CDU    | Wahlkreis 2 |                                                                                  |
| Bernhard Vogel             | 1932–2025   | CDU    | Wahlkreis 3 |                                                                                  |
| Heinz Peter Volkert        | 1933–2013   | CDU    | Wahlkreis 1 |                                                                                  |
| Carl-Ludwig Wagner         | 1930–2012   | CDU    | Wahlkreis 2 |                                                                                  |
| Herbert Waldenberger       | 1935–2017   | CDU    | Wahlkreis 4 |                                                                                  |
| Klaus Weinmann             | 1931–2024   | SPD    | Wahlkreis 2 |                                                                                  |
| Karl-Heinz Werle           | 1925–2009   | SPD    | Wahlkreis 4 |                                                                                  |
| Karl Heinz Weyrich         | 1925–2002   | SPD    | Wahlkreis 3 |                                                                                  |
| Hans-Otto Wilhelm          | 1940–2019   | CDU    | Wahlkreis 3 |                                                                                  |
| Paul Wingendorf            | 1914–1995   | CDU    | Wahlkreis 1 | ausgeschieden am 31. Mai 1986                                                    |
| Wolfgang Wittkowsky        | 1933–2013   | CDU    | Wahlkreis 2 |                                                                                  |
| Günther Wollscheid         | 1926–2006   | CDU    | Wahlkreis 2 |                                                                                  |
| Benno Zech                 | 1928–2022   | CDU    | Wahlkreis 4 |                                                                                  |
| Robert Zingen              | 1928–2005   | CDU    | Wahlkreis 2 |                                                                                  |
| Theo Zwanziger             | 1945        | CDU    | Wahlkreis 1 | eingetreten am 1. Juni 1985 für Otto Meyer ausgeschieden am 9. Januar 1987       |